# کیت بارکر

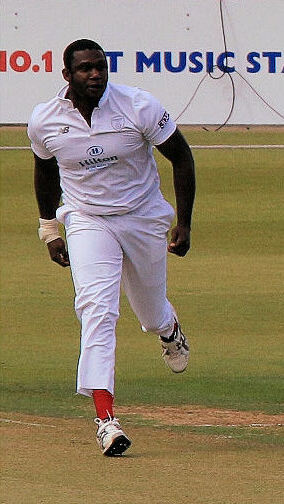
نمایی از کیت بارکر

کیت بارکر (انگلیسی: Keith Barker؛ زادهٔ ۲۱ اکتبر ۱۹۸۶) بازیکن فوتبال، کریکت اهل بریتانیا است.
از باشگاه‌هایی که در آن بازی کرده‌است می‌توان به باشگاه فوتبال بلکبرن روورز، باشگاه فوتبال سنت پاتریک اتلتیک، باشگاه فوتبال روچدیل، باشگاه فوتبال سرکل بروژ، و باشگاه فوتبال نورتویچ ویکتوریا اشاره کرد.